# Gotlands Sjövärnskår
Gotlands Sjövärnskår (SVK 13), även SVK GOT, är en lokal sjövärnskår inom Sjövärnskårernas Riksförbund (SVK RF) med bas i Fårösund. Gotlands SVK grundades som Gotlands Frivilliga Motorbåtsflottilj 1940 och antog nuvarande namn 1981. Förutom att arrangera utbildning för sina medlemmar och hemortsutbildning för sjövärnselever genomför kåren, på Försvarsmaktens uppdrag, ytbevakning samt transporter på myndigheternas uppdrag. Kåren förfogar även över en kursgård på södra Gotland - Sjövärnsgården.

## Fartyg
Gotlands Sjövärnskår förfogar över följande fartyg:
- SVK 13 Hoburg (B02), hydrofonbojfartyg av Ejdern-klass
- SVK Fårö (603), trossbåt 600.